# Campeonato Mundial de Halterofilismo de 2021 - Até 76 kg feminino
A categoria até 76 kg feminino foi um evento do Campeonato Mundial de Halterofilismo de 2021, disputado em Tasquente, no Uzbequistão, no dia 14 de dezembro de 2021. 

## Calendário
Horário local (UTC+5)
| Dia            | Horário | Fase    |
| -------------- | ------- | ------- |
| 14 de dezembro | 11:30   | Grupo B |
| 14 de dezembro | 19:00   | Grupo A |

## Medalhistas
| Evento    | Ouro               | Ouro   | Prata               | Prata  | Bronze              | Bronze |
| --------- | ------------------ | ------ | ------------------- | ------ | ------------------- | ------ |
| Arranque  | Iana Sotieva (FRH) | 112 kg | Laura Amaro (BRA)   | 108 kg | Mattie Rogers (USA) | 107 kg |
| Arremesso | Lee Min-ji (KOR)   | 139 kg | Mattie Rogers (USA) | 136 kg | Kim Su-hyeon (KOR)  | 134 kg |
| Total     | Lee Min-ji (KOR)   | 244 kg | Mattie Rogers (USA) | 243 kg | Iana Sotieva (FRH)  | 242 kg |

## Recordes
Antes desta competição, o recorde mundial da prova era o seguinte:
| Recorde         | Tipo      | Atleta             | Peso   | Local   | Data                    |
| Recorde Mundial | Arranque  | Rim Jong-sim (PRK) | 124 kg | Pattaya | 24 de setembro de 2019  |
| Recorde Mundial | Arremesso | Zhang Wangli (CHN) | 156 kg | Fucheu  | 26 de fevereiro de 2019 |
| Recorde Mundial | Total     | Rim Jong-sim (PRK) | 278 kg | Liampó  | 26 de abril de 2019     |

## Resultado
Os resultados foram os seguintes. 
| Pos.              | Atleta                        | Grupo | Arranque (kg) | Arranque (kg) | Arranque (kg) | Arranque (kg)     | Arremesso (kg) | Arremesso (kg) | Arremesso (kg) | Arremesso (kg)    | Total |
| Pos.              | Atleta                        | Grupo | 1             | 2             | 3             | Resultado         | 1              | 2              | 3              | Resultado         | Total |
| ----------------- | ----------------------------- | ----- | ------------- | ------------- | ------------- | ----------------- | -------------- | -------------- | -------------- | ----------------- | ----- |
| Medalha de ouro   | Lee Min-ji (KOR)              | A     | 105           | 109           | 109           | 4                 | 133            | 137            | 139            | Medalha de ouro   | 244   |
| Medalha de prata  | Mattie Rogers (USA)           | A     | 104           | 107           | 110           | Medalha de bronze | 132            | 132            | 136            | Medalha de prata  | 243   |
| Medalha de bronze | Iana Sotieva (FRH)            | A     | 108           | 112           | 114           | Medalha de ouro   | 130            | 135            | 135            | 5                 | 242   |
| 4                 | Laura Amaro (BRA)             | A     | 103           | 106           | 108           | Medalha de prata  | 126            | 132            | 136            | 4                 | 240   |
| 5                 | Kim Su-hyeon (KOR)            | A     | 105           | 105           | 110           | 5                 | 134            | 139            | 140            | Medalha de bronze | 239   |
| 6                 | Maya Laylor (CAN)             | A     | 99            | 101           | 102           | 6                 | 120            | 125            | 130            | 6                 | 229   |
| 7                 | Punam Yadav (IND)             | A     | 96            | 96            | 98            | 7                 | 119            | 122            | 124            | 8                 | 220   |
| 8                 | Dilara Uçan (TUR)             | A     | 93            | 96            | 99            | 8                 | 115            | 115            | 120            | 9                 | 216   |
| 9                 | Arockiya Alish (IND)          | A     | 91            | 94            | 94            | 11                | 118            | 123            | 130            | 7                 | 214   |
| 10                | Liadi Taiwo (NGR)             | B     | 90            | 95            | 95            | 9                 | 115            | 115            | 115            | 10                | 210   |
| 11                | Isabel Harrison Lorenzi (AUS) | A     | 90            | 90            | 93            | 10                | 108            | 112            | 112            | 11                | 201   |
| 12                | Nina Rondziková (SVK)         | B     | 82            | 85            | 88            | 12                | 103            | 107            | 111            | 12                | 195   |
| 13                | Chloe Whylie (JAM)            | B     | 75            | 80            | 80            | 14                | 90             | 94             | 95             | 13                | 170   |
| 14                | D. N. Sanjana (SRI)           | B     | 68            | 71            | 73            | 15                | 85             | 90             | 90             | 14                | 158   |
| 15                | Wilkinstar Nyiro (KEN)        | B     | 65            | 70            | 71            | 16                | 83             | 88             | 88             | 15                | 154   |
| —                 | Ida Rönn (SWE)                | A     | 87            | 92            | 92            | 13                | 114            | 114            | 114            | —                 | —     |